# 楊修華
楊修華（Chris Yeo，1985年4月1日—）是新加坡電影導演，曾獲得第56屆金馬獎最佳原著劇本。

## 生平
2018年楊修華所執導的《幻土》入選洛迦诺电影节官方競賽單元，最終獲得金豹獎。

## 作品
- 2018年：《幻土》
- 2024年：《默視錄》

## 獎項及提名
| 年份   | 頒獎典禮              | 獎項         | 影片       | 結果 |
| ------ | --------------------- | ------------ | ---------- | ---- |
| 2018年 | 第71屆盧卡諾影展      | 金豹獎       | 《幻土》   | 獲獎 |
| 2019年 | 第56屆金馬獎          | 最佳原著劇本 | 《幻土》   | 獲獎 |
| 2024年 | 第81屆威尼斯影展      | 金獅獎       | 《默視錄》 | 提名 |
| 2024年 | 第61屆金馬獎          | 最佳導演     | 《默視錄》 | 提名 |
| 2024年 | 第61屆金馬獎          | 最佳原著劇本 | 《默視錄》 | 提名 |
| 2025年 | 第6屆台灣影評人協會獎 | 最佳劇本     | 《默視錄》 | 提名 |
| 2025年 | 第27屆台北電影獎      | 最佳導演     | 《默視錄》 | 提名 |
| 2025年 | 第27屆台北電影獎      | 最佳編劇     | 《默視錄》 | 提名 |

## 外部連結
- 楊修華在豆瓣上的资料（简体中文）
- 楊修華在互联网电影资料库（IMDb）上的資料（英文）